# 훙젠이
훙젠이(중국어 정체자: 洪健益, 병음: Hóng Jiànyì, 한자음: 홍건익,  1970년 11월 3일~)는 중화민국의 정치인으로 제10~14대 타이베이시 의원을 지냈다. 